# Бевз, Николай Сидорович
Никола́й Си́дорович Бевз (1924—1995) — советский офицер, участник Великой Отечественной войны, командир огневого взвода 201-го миномётного полка 12-й отдельной миномётной бригады Верховного Главнокомандования 38-й армии Воронежского фронта, младший лейтенант.
Герой Советского Союза (10.01.1944), капитан запаса с 1946 года, доктор географических наук, профессор.

## Биография
Родился 19 февраля 1924 года в посёлке Шарко-Бакумовка (ныне — Панинского района Воронежской области) в крестьянской семье. Украинец. Окончил среднюю школу в Воронеже 21 июня 1941 года.
В РККА призван в июле 1942 года Панинским райвоенкоматом Воронежской области. В 1943 году окончил ускоренный курс Московского военного пехотного училища. В боях Великой Отечественной войны с марта 1943 года.
Командир огневого взвода 201-го миномётного полка (12-я отдельная миномётная бригада Верховного Главнокомандования, 38-я армия, Воронежский фронт) младший лейтенант Николай Бевз отличился при форсировании реки Днепр и особо — в боях на Лютежском плацдарме.
12 октября 1943 года в бою на правом берегу Днепра в районе села Лютеж Вышгородского района Киевской области Украины, умело управляя огнём миномётной батареи, младший лейтенант Бевз с подчинёнными отразил несколько контратак. В критический момент открыл огонь по близко подошедшему противнику через головы своих войск и точными попаданиями отразил атаку войск вермахта.
Когда закончились боеприпасы при отражении следующей атаки, младший лейтенант Бевз с бойцами вверенного ему подразделения вёл огонь по противнику из личного оружия. В критический момент боя во главе своего взвода атаковал прорвавшуюся через линию окопов группу (свыше сотни солдат вермахта) и обратил их в бегство. При этом сорок солдат противника было убито в схватке.
Указом Президиума Верховного Совета СССР «О присвоении звания Героя Советского Союза генералам, офицерскому, сержантскому и рядовому составу Красной Армии» от 10 января 1944 года за «образцовое выполнение боевых заданий командования на фронте борьбы с немецко-фашистскими захватчиками и проявленные при этом отвагу и геройство» удостоен звания Героя Советского Союза с вручением ордена Ленина и медали «Золотая Звезда» (№ 4456).
C 1944 года служил во Внутренних войсках НКВД СССР. С 1946 года капитан Н. С. Бевз — в запасе. Член ВКП(б) с 1946 года.
Жил в городе Воронеже. В 1950 году окончил Воронежский государственный педагогический институт. Работал заведующим кафедрой физической географии педагогического института; доктор географических наук, профессор. Умер 2 июля 1995 года. Похоронен в Воронеже на Коминтерновском кладбище.

## Награды
- медаль «Золотая Звезда» Героя Советского Союза (№ 4456)
- орден Ленина
- орден Отечественной войны I степени
- орден Красной Звезды
- медали, в том числе:
  - медаль «За победу над Германией в Великой Отечественной войне 1941—1945 гг.»
  - юбилейная медаль «Двадцать лет Победы в Великой Отечественной войне 1941—1945 гг.»
  - юбилейная медаль «Тридцать лет Победы в Великой Отечественной войне 1941—1945 гг.»
  - юбилейная медаль «Сорок лет Победы в Великой Отечественной войне 1941—1945 гг.»

## Память
- Похоронен на Коминтерновском кладбище в Воронеже.
- В городе Воронеже на доме (улица Плехановская, 22), в котором жил Герой, установлена мемориальная доска.